# Risto Jussilainen
Risto Jussilainen (1975. június 15., Jyväskylä Finnország) finn síugró, a Jyväskylän Hiihtoseura versenyzője.

## Életrajza
4 éves korában ugrott először. A Síugró-világkupában 1992-ben indult először, Lahtiban. A következő öt évben fel-felbukkant egy-egy verseny erejéig, de pontot csak elvétve szerzett. Az 1993-1994-es szezonban 84., a következőben 54., az 1996-1997-es idényben 62. lett.
Az 1993-as, faluni északisí-vb-n 15. volt a nagysáncon, középsáncon 36. Négy év múlva, a ramsaui vb-n 36. lett a középsáncon (akkor máshol nem indult).
Az 1998-1999-es idény végén 72 ponttal a 43. helyen zárt. Egy év múlva berobbant a Világkupa élmezőnyébe: 624 ponttal 8. lett az összetettben, egy versenyen második volt, és az évközbeni, vikersundi északisí-vb-n is 11. lett.
A 2000. nyári Grand Prix-szezonban 5. lett, a 2000–2001-es idényben 938 pontot szerzett az összetettben, ezzel 3. helyen zárt. Ekkor érte el legjobb eredményét a négysáncversenyen is, 7. lett. Év közben volt a lahti északisí-vb: Jussilainen két ezüstérmet nyert a csapatversenyekben, és egyéniben is a legjobb tizenöt közt volt mindkét sáncon. A skandináv turnén 4. volt.
A következő éve nem sikerült ilyen jól: 10. volt az összetett Világkupában, a Salt Lake City-beli olimpián a nagysáncon 18. volt egyéniben, 2. csapatban. Az északi turnén még ekkor is 8. volt. A 2002–2003-as idényben csak 69. lett, 13 ponttal, a következő idényben nem is volt pontja.
A 2004–05-ös Síugró-világkupába szerencsés körülmények közt tért vissza: a Bad Mitterndorf-i óriássáncon a nagyok egy része (Janda, Ahonen) nem volt ott, Jussilainen az első napon negyven indulóból 7. másnap 3. lett. Ugyanezen a helyen zárt Titisee-Neustadtban és Zakopaneban is. A szapporoi versenyeken is indult, ahol szintén kevés menő volt; A 2005-ös északisí-világbajnokságon újra a finn válogatott keret tagja volt és csapatban (Jussilainen, Kiuru, Ahonen, M. Hautamäki) ezüstérmet nyert a nagysáncon. Középsáncon 4.-ek lettek, egyéniben Jussilainen egy 11. (középsánc) és egy 8. (nagysánc) helyet szerzett. S noha az év vége, a Skandináv Turné nem sikerült olyan jól (22. volt), összetettben a 12. helyen zárt.
Jövőre 155 pontot szerzett a Világkupában, amivel a 30. helyen zárt. A 2006. évi téli olimpiai játékokra nem vitték ki.
A 2006. nyári Grand Prix-n nem indult, az ősz eleji finn bajnokságokon borzalmasan gyengén szerepelt: októberben Rovaniemiben, középsáncon 22. lett (egyetlen jegyzett ugrót sem előzött meg); november 16-án, Kuusamóban, a nagysáncon 16.
Jussilainen Rossignol sílécekkel versenyez.

## Síugró Világkupa-versenyek, ahol nyert
- Németország Oberstdorf 2001. március 3.
- Finnország Kuopio 2001. november 21.

### Világkupa
| Szezonok  | Helyezés | Pontszám |
| --------- | -------- | -------- |
| 1992-93   | –        |          |
| 1993-94   | 84.      |          |
| 1994-95   | 54.      |          |
| 1995-96   | –        |          |
| 1996-97   | 62.      |          |
| 1997-98   | –        |          |
| 1998-99   | 43.      | 74       |
| 1999-2000 | 8.       | 624      |
| 2000-01   | 3.       | 938      |
| 2001-02   | 10.      | 474      |
| 2002-03   | 69.      | 13       |
| 2003-04   | –        | –        |
| 2004-05   | 12.      | 526      |
| 2005-06   | 30.      | 155      |